# Coprophanaeus rigoutorum
Coprophanaeus rigoutorum là một loài bọ cánh cứng trong họ Bọ hung (Scarabaeidae).